# Herbert Pernice
Victor Anton Herbert Pernice, född 14 april 1832 i Halle an der Saale, död 21 april 1875 i Hořovice, var en tysk jurist. Han var son till Ludwig Wilhelm Anton Pernice och bror till Hugo Karl Anton och Alfred Pernice.
Pernice blev juris doktor 1855 och var professor vid Göttingens universitet 1857–66. Han är mest känd genom de huvudsakligen av honom författade skrifterna i schleswig-holsteinska tronföljdsfrågan, bland annat Oldenburger Staatsschrift (1864) och Kritische Erörterungen zur schleswig-holsteinischen Successionsfrage (1866). Han utgav även Die Verfassungsrechte der im Reichsrathe vertretenen Königreiche und Länder der österreichisch-ungarischen Monarchie I (1872).